# 陈俊愉
陈俊愉（1917年9月21日—2012年6月8日），曾用名翔生、大翔，男，安徽安庆人，中国花卉学家、园林教育家，北京林业大学教授。

## 生平
生于天津市日租界。1940年毕业于金陵大学园艺系，并留校任助教，师从汪菊渊教授。1947年任复旦大学农学院副教授，不久赴丹麦留学，攻读园艺学。1950年回国，执教于武汉大学。1957年调入北京林业大学。

## 社会兼职
曾任中国园艺学会副理事长、中国花卉协会梅花腊梅分会会长。

## 荣誉
1997年被评为中国工程院院士，1998年6月转为资深院士。1998年8月，被国际园艺学会任命为“国际梅品种登录权威”。被誉为“梅花院士”。

## 家族
曾祖父陈尧斋清末曾任新疆布政司。祖父陈超衡。